# Scooby-Doo és a mexikói szörny
A Scooby-Doo és a mexikói szörny (eredeti cím: Scooby-Doo! and the Monster of Mexico) 2003-ban bemutatott amerikai televíziós rajzfilm, amelynek a rendezője Scott Jeralds, a producerei Margaret M. Dean és Scott Jeralds, az írója Douglas Wood, a zeneszerzői Rich Dickerson és Gigi Meroni. A film a Warner Bros. Family Entertainment és a Warner Bros. Animation gyártásában készült, a Warner Bros. Pictures forgalmazásában jelent meg. Műfaját tekintve filmvígjáték.
Amerikában 2003. szeptember 30-án mutatták be a DVD-n, Magyarországon pedig 2003. december 10-én jelent meg, szintén DVD-n.

## Cselekmény
A Rejtély Rt. a történet szerint Mexikóba utazik Velacruz városában, ahol vakációzni terveznek. Nyaralásukat azonban megzavarta egy szörny, ami 3 méter magas és világító szemekkel rendelkezik. A csapat fejébe veszi a turistákat fenyegető szörny elkapását, amely mellett egy óriási tollaskígyó és kísértetek is felbukkannak.

## Szereplők
| Szereplő                                  | Eredeti hang         | Magyar hang    |
| ----------------------------------------- | -------------------- | -------------- |
| Scooby-Doo                                | Frank Welker         | Melis Gábor    |
| Fred                                      | Frank Welker         | Bódy Gergely   |
| Bozont                                    | Casey Kasem          | Fekete Zoltán  |
| Diána                                     | Heather North        | Hámori Eszter  |
| Vilma                                     | Nicole Jaffe         | Madarász Éva   |
| Alejo Otero                               | Eddie Santiago       | Crespo Rodrigo |
| Luis Otero                                | Jesse Borrego        | Barát Attila   |
| Charlene Otero / Idegenvezető a múzeumban | Candi Milo           | Agócs Judit    |
| Dona Dolores                              | Rita Moreno          | Illyés Mari    |
| Sofia Otero                               | Maria Canals-Barrera | Sági Tímea     |
| Jorge Otero                               | Brandon Gonzalez     | Penke Bence    |
| Mr. Smiley / Senor Otero szelleme         | Rip Taylor           | Háda János     |
| Senor Fuente                              | Castulo Guerra       | Orosz István   |
| Sámán                                     | Benito Martinez      | Balázsi Gyula  |
| Natalia Otero                             | Darlene Mendoza      | Molnár Ilona   |
| Pákó, a beszélő robotsas                  | TBA                  | Kossuth Gábor  |